# Уайтинг Аэродром-Север (станция авиации ВМС США)
Уайтинг Аэродром-Север (станция авиации ВМС США; англ. NAS Whiting Field - North; ИАТА: NSE, ИКАО: KNSE) — один из двух аэродромов находящихся на базе ВМС США Уайтинг Аэродром. Находится 6 км к северу от города Милтон (округ Санта-Роза штата Флорида).
Аэродром имеет две взлётно-посадочные полосы.

## Также смотрите
Уайтинг Аэродром-Юг (станция авиации ВМС США) 

Уайтинг Аэродром (станция авиации ВМС США)